# Priemtweeling

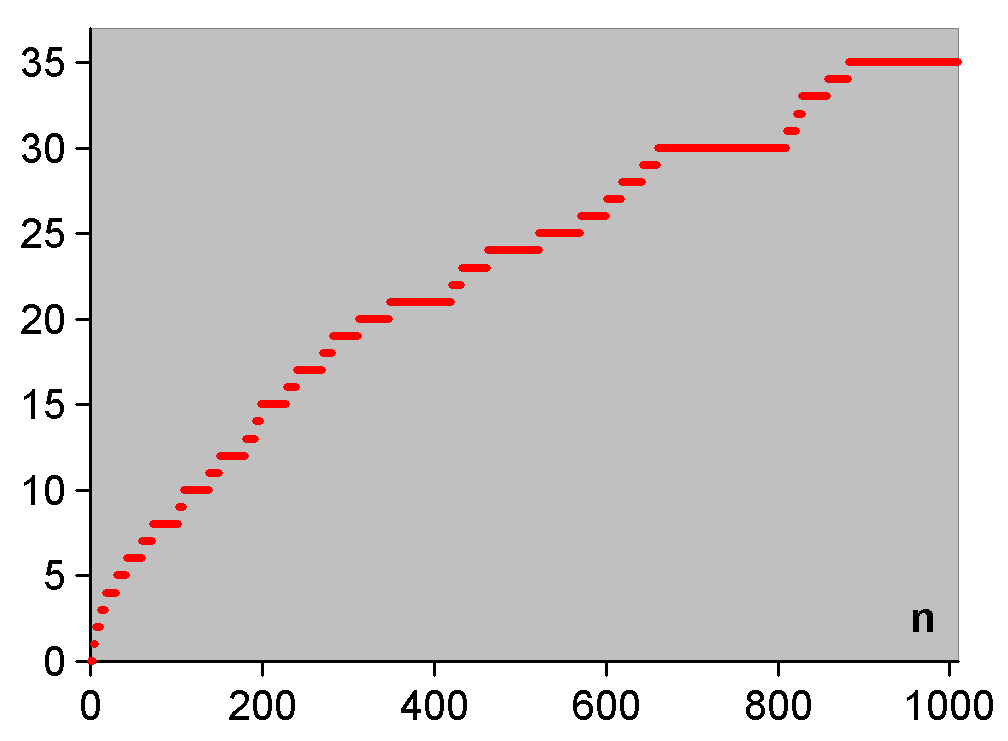
Aantal priemtweelingen

Een priemtweeling is een getallenpaar {\displaystyle (p,p+2)} waarbij zowel {\displaystyle p} als {\displaystyle p+2} een priemgetal is. Voorbeelden hiervan zijn {\displaystyle (3,5)}, {\displaystyle (5,7)} en {\displaystyle (17,19)}. Men spreekt van priemgetallen met een hiaat van 2. Een hiaat is daarbij het verschil tussen twee opeenvolgende priemgetallen.

## Vermoeden
Het priemtweelingvermoeden houdt in dat er oneindig veel priemtweelingen zijn. Wiskundigen speculeren hier al honderden jaren over, maar er is nog steeds geen bewijs voor gevonden. Alphonse de Polignac breidde dit in 1849 uit tot een vermoeden dat voor ieder even getal {\displaystyle k} er oneindig veel paren priemgetallen voorkomen met een hiaat van {\displaystyle k} ertussen, maar gedurende anderhalve eeuw schoot het bewijs van deze stelling niet op. Daniel Goldston, János Pintz en Cem Yıldırım bewezen in 2005, in een artikel dat bekendstaat als GPY, dat er willekeurig kleine hiaten bestaan in verhouding tot de waarde die te verwachten is op grond van de globale verdeling van de priemgetallen.
Daarop voortbouwend toonde de Chinese wiskundige Yitang Zhang in april 2013 aan, dat er een hiaat van minder dan 70 miljoen bestaat dat  oneindig vaak voorkomt, oftewel dat er een getal {\displaystyle d} kleiner dan 70 miljoen moet zijn, waarvoor geldt dat er oneindig veel paren priemgetallen zijn van de vorm {\displaystyle p} en {\displaystyle p+d}. Dit verraste de wiskundigen en leidde tot een enorme activiteit bij getaltheoretici. In juli 2014 werd aangetoond dat er een dergelijk getal {\displaystyle d} moet zijn kleiner of gelijk aan 246. Onder aanname van het vermoeden van Elliott-Halberstam is {\displaystyle d} hoogstens 12 en onder het gegeneraliseerde vermoeden van Elliott-Halberstam is de waarde ten hoogste 6.

## Eigenschappen
- Priemdrielingen, drie opeenvolgende priemgetallen met alleen even getallen er tussen, laat staan priem-vierlingen, bestaan niet, met uitzondering van het drietal 3-5-7. Er komt in drie opeenvolgende oneven getallen altijd één, maar ook nooit meer dan één, veelvoud van drie voor. Een priemtweeling wordt, met uitzondering van de tweeling 3-5, altijd voorafgegaan en gevolgd door een oneven getal dat door drie kan worden gedeeld.

- De som van de twee getallen van een priemtweeling, met uitzondering van de tweeling 3-5, kan altijd door 12 worden gedeeld. Het voorafgaande en het volgende oneven getal in de rij veelvouden van 3 liggen om de even veelvouden van 3. De getallen in de rij even veelvouden van 3 kunnen door 6 worden gedeeld, dus kan de som van het getal ervoor en van het getal erna door 12 worden gedeeld.

- De getallen {\displaystyle p} en {\displaystyle p+2} zijn beide een priemgetal dan en slechts dan als {\displaystyle p+4+4\,(p-1)!} zowel door {\displaystyle p} als door {\displaystyle p+2} kan worden gedeeld. Deze stelling volgt uit de stelling van Wilson, maar is niet eenvoudig te gebruiken, doordat faculteiten al gauw enorm groot zijn.

## Constante van Brun
Al weet men niet of er oneindig veel priemtweelingen zijn, wel weet men dat de som
{\displaystyle B_{2}=\sum _{p{\text{ en }}p+2{\text{ priem}}}\left({\frac {1}{p}}+{\frac {1}{p+2}}\right)}
convergeert. Dit terwijl
{\displaystyle \sum _{p{\text{ priem}}}{\frac {1}{p}}}
niet convergeert, dus divergeert.
Het getal {\displaystyle B_{2}} wordt de constante van Brun genoemd.

## Grootst bekende priemtweelingen
Er werd op 15 januari 2007 een nieuwe priemtweeling gevonden. Met 58 711 cijfers was dit 2,5 jaar lang de grootste bekende priemtweeling geweest:
2 003 663 613 × 2195 000 – 1 en 2 003 663 613 × 2195 000 + 1
Een volgend record werd op 25 juli 2009 gevestigd, dit door de gebruikers van een project met de naam PrimeGrid. Het heeft 100 355 cijfers
65 516 468 355 × 2333 333 – 1 en 65 516 468 355 × 2333 333 + 1
Er werd op 25 december 2011 weer met PrimeGrid een nog grotere priemtweeling gevonden. Het gaat om twee getallen met 200 700 cijfers:
3 756 801 695 685 × 2666 669 – 1 en 3 756 801 695 685 × 2666 669 + 1
De Amerikaan Tom Greer heeft in september 2016 een nieuwe combinatie gevonden. Beide priemgetallen tellen 388.342 cijfers:)
2.996.863.034.895 × 21.290.000 – 1 en 2.996.863.034.895 × 21.290.000 + 1

## Lijst met eerste priemtweelingen
- 3, 5
- 5, 7
- 11, 13
- 17, 19
- 29, 31
- 41, 43
- 59, 61
- 71, 73
- 101, 103
- 107, 109